# Joshua Jaffe
Joshua Jaffe (* 1978) ist ein US-amerikanischer Musiker.
Er war einer der Gründungsmitglieder der Band Chiba-Ken, mit der er 2 Demos, eine EP und ein Album veröffentlichte. Von ihm stammte auch das Cover-Artwork der EP, auch an der Bearbeitung der Merchandising-Artikel war er beteiligt. Er verließ die Band 2006 und wurde später Bassist der New Yorker Hardcore-Band The Smashup, wo er einige Zeit lang mit ex-Wheatus-Musiker Rich Liegey zusammenspielte. Gemeinsam mit der Band veröffentlichte er 2010 das Konzeptalbum The Sea and Serpent Beneath, das über Eulogy Recordings in Nordamerika und über Glasstone Records in Europa veröffentlicht wurde.

## Diskographie
Chiba-Ken
- 2004: Chiba-Ken (Demo)
- 2005: Faces of the Moment (EP)
- 2006: The Winter Sessions (Demo)
- 2006: Are We Innocent? (Album/Gotham Records)

The Smashup
- 2010: The Sea and Serpents Beneath (Album/Eulogy Recordings, Glasstone)